# 共青城 (伊万诺沃州)
57°02′N 40°23′E / 57.033°N 40.383°E
共青城 （俄语：Комсомо́льск）是俄羅斯伊萬諾沃州的一個城市，位於伊萬諾沃以西34公里。2002年人口9,595人。
1931年建立，1950年建市。

## 行政區劃
在俄羅斯行政區劃中，共青城是伊萬諾沃州共青區的行政中心在#145-OZ《On the Administrative-Territorial Division of Ivanovo Oblast》法案在2010發佈之前，共青城曾是州轄市，其地位類似伊萬諾沃州的一個區。